# Peter Gould

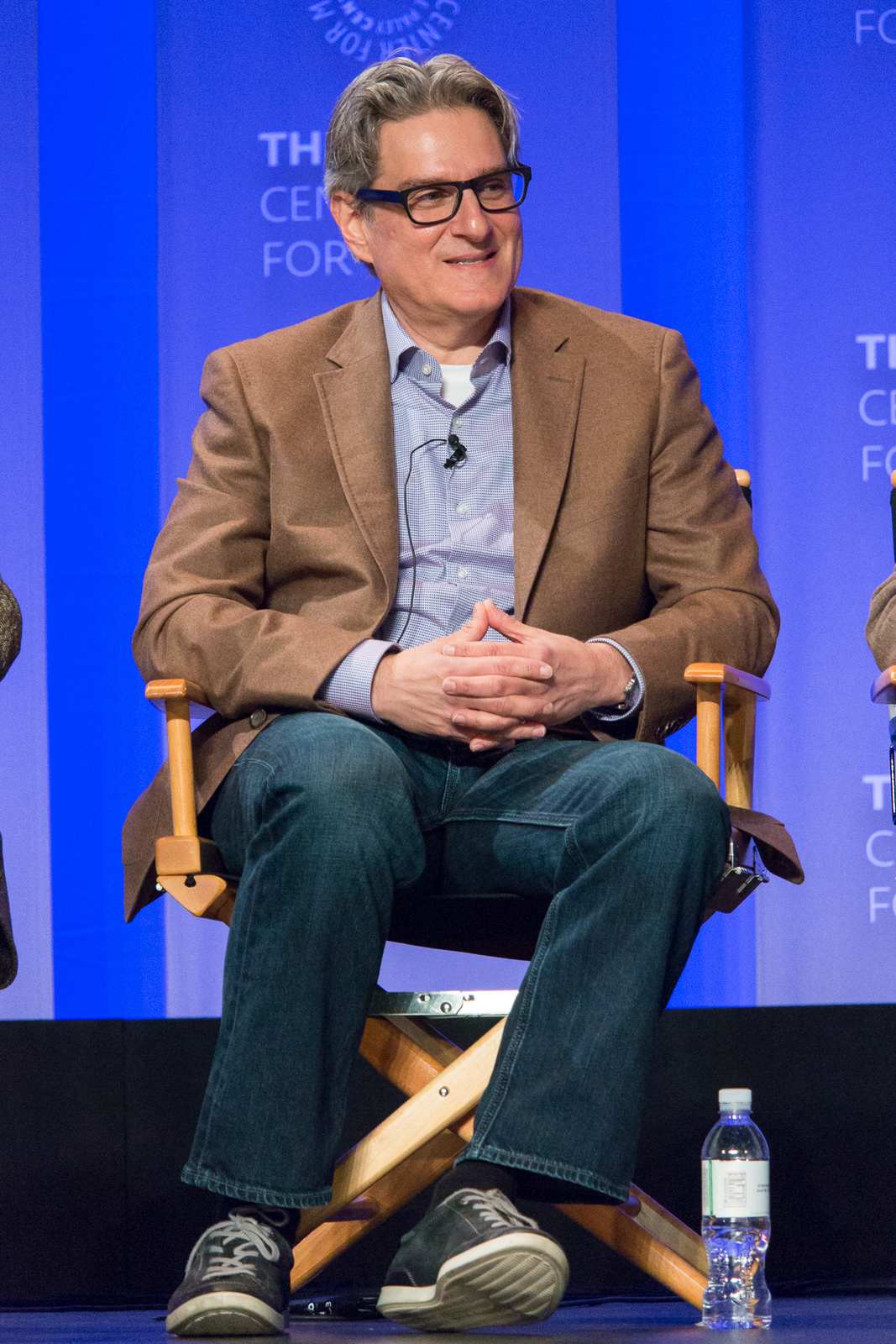
Peter Gould (2016)

Peter Gould (geb. in New York City) ist ein US-amerikanischer Drehbuchautor, Regisseur und TV-Produzent.

## Leben
Gould hat einen Bachelorabschluss in Englisch und den Masterabschluss Master of Fine Arts. 1994 war er an dem Drehbuch zu Double Dragon – Die 5. Dimension beteiligt. Danach trat er im Jahr 2000 als Regisseur und Drehbuchautor des Films Meeting Daddy in Erscheinung. 
Zusammen mit Vince Gilligan arbeitete er bereits an der TV-Serie Breaking Bad. Gemeinsam mit Gilligan produziert er auch einen Ableger von Breaking Bad, die TV-Serie Better Call Saul. Außerdem schrieb er das Drehbuch zum Film Too Big to Fail – Die große Krise (2011).

## Filmografie (Auswahl)
- 1994: Double Dragon – Die 5. Dimension (Double Dragon)
- 2000: Meeting Daddy
- 2008–2013: Breaking Bad (Fernsehserie)
- 2011: Too Big to Fail – Die große Krise (Too Big to Fail)
- 2015–2022: Better Call Saul (Fernsehserie)